# Fahrplan-Mitteilung
Eine Fahrplan-Mitteilung (Fplm) ist ein nachweispflichtiges Dokument, mit dem Fahrplanangaben bekanntgegeben werden können. Sie wird beispielsweise beim Umleiten von Zügen, bei fehlenden Bremshundertsteln oder bei Ausfall der Führerraumanzeige der Fahrplanangaben verwendet und dem Triebfahrzeugführer in der Regel durch den Fahrdienstleiter übermittelt. Anders als eine Fahrplananordnung, die für mehrere Zugfahrten in einem entsprechenden Abschnitt und/oder für einen längeren Zeitraum ausgestellt werden kann, betrifft eine Fahrplan-Mitteilung erst einmal nur eine einzelne Zugfahrt. 
Auch wenn im Zug Fahrzeuge, deren zulässige Geschwindigkeit niedriger ist als die zulässige Geschwindigkeit des Zuges, eingestellt sind, ist eine Fahrplan-Mitteilung erforderlich, da diese im Gegensatz zur zulässigen Geschwindigkeit der Wagen oder der entsprechenden Angabe im Bremszettel die zulässige Geschwindigkeit des Zuges einschränken kann.
Für den Fall, dass eine Fplm einem Triebfahrzeugführer per Funk diktiert werden muss, werden auf Triebfahrzeugen besondere Vordrucke für Fahrplan-Mitteilungen mitgeführt.